# Ernoul le Vielle de Gastinois
Ernoul le Vielle de Gastinois (fl. XIII secolo) è stato un troviero del tardo secolo XIII.
Il nome potrebbe indicare Gâtinais come suo luogo d'origine, invece vielle potrebbe significare sia "vecchio" che "suonatore di viella".
A Ernoul vengono attribuiti due lais, entrambi conservati solo nel Chansonnier de Noailles (BnF fr.12615). Il Lai de notre-dame (incipit: En entente curieuse) è ascritto a lui nel manoscritto, ma il Lai de l'ancien et du nouveau testament (incipit: S'onques hom en lui s'asist) è presentato anonimamente e viene assegnato a Ernoul solo da Alfred Jeanroy. David Fallows descrive i suoi due lais come "tra i più insoliti dell'intero repertorio monofonico, sorprendentemente con schemi di ripetizione complessi e strutture motiviche elaborate".
Cinque pastourelles sono inoltre state attribuite a Ernoul, tutte conservate unicamente nel Canzoniere del re (BnF fr.844). L'attribuzione di una sola, En avril, au tens novel, è oggetto di forte contesa. Sebbene anonima nel manoscritto, gli studiosi moderni non si trovano d'accordo se essa appartenga al corpus di Ernoul, o se assegnarla invece a Thibaut de Blaison. Essa ha due versi che sono identici a due trovati in Pensis, chief enclin, attribuita nel manoscritto a Ernoul, ma è incompleta. Musicalmente è insolita tra i componimenti di Enroul per il suo stile meno vincolato. Pensis, chief enclin successivamente formerà la base di un mottetto con Flos filius eius. La sola altra pastourelle ascritta a Ernoul nel manoscritto, Por conforter mon corage, viene inoltre usata in un mottetto successivo e la sua melodia usata in un'altra con Crescens incredulitas. Due ulteriori pastourelles, entrambe incomplete e anonime, sono state assegnate a Ernoul in quanto appaiono vicine ad altri suoi lavori e simili nella lingua e nello stile musicale: Quant voi le tans avrilier e Tres pensant d'une amourete. La lingua in cui sono scritte è il franciano, il dialetto dell'Île-de-France, con tracce di dialetto piccardo.